# Schurken in Power Rangers: Time Force
De fictieve schurken uit Power Rangers: Time Force waren, voor het overgrote merendeel mutanten/criminelen uit het jaar 3000 die terug waren gereisd in de tijd. Uitzonderingen zijn de robot Frax, en de demon Quargenon.
De vijanden uit Time Force zijn noemenswaardig omdat ze worden neergezet als meet sympathieke schurken, en niet gewoon puur slecht. Ransik en de andere mutanten waren ontstaan als bijproducten van genetische experimenten in de toekomst, en werden niet geaccepteerd door de samenleving.
Ook uniek is dat de vijanden in Time Force niet werden vernietigd, maar gewoon gevangen en opnieuw cryogeen ingevroren.

## Ransik
Ransik (gespeeld door Vernon Wells) is een mutant, en een van de eerste mutanten die gecreëerd werd in het jaar 3000. Hij beschikte over gaven als energieprojectie en telekinese. Aanvangkelijk zag Ransik er nog uit als een gewoon mens. Maar na te zijn gebeten door de mutant Venomark veranderde dit. Het gif gaf Ransik een vreselijke verminking, en zou zijn dood hebben betekend als hij niet geregeld serum innam gemaakt door Dr. Ferricks. Na dit serum te hebben gekregen blies Ransik het lab van dr. Ferricks echter op en liet de wetenschapper voor dood achter. Kort daarna ontmoette hij de laatste drie overgebleven Orgs. Hij bevrijdde hen en liet hen zijn DNA kopiëren om lichamen voor zichzelf te maken. In ruil gaven ze hem de gave om wapens uit zijn lichaam te maken.
Ransik werd gearresteerd door de Rode Time Force Ranger, Alex. Tijdens zijn transport naar de gevangenis wist hij echter te ontsnappen. Hij stal een speciaal apparaat voor tijdreizen en reisde met de gehele Time Force cryo-gevangenis, en daarmee zijn hele mutantenbende, terug naar het jaar 2001.
In 2001 pleegde Ransik verschillende terreuraanslagen met zijn mutantenbende, steeds tegengewerkt door de Time Force Rangers en later ook de Silver Guardians. Uiteindelijk werd Ransik verraden door zijn robothelper Frax, die zijn hele serumvoorraad vernietigde. Het bleek dat Frax in werkelijkheid Dr. Ferricks was, die wraak wilde voor wat Ransik hem had aangedaan. Ransik wist echter aan nieuw serum te komen omdat Bio-Lab, het bedrijf van Wesley Collins’ vader, kort daarvoor ook het serum was gaan maken toen Venomark de stad aanviel.
Ransik raakte uiteindelijk door zijn mutanten heen, maar wist wel Frax te vangen en te herprogrammeren. Hierna opende hij een massale aanval op de stad. In zijn laatste gevecht met de Rangers doodde Ransik bijna zijn dochter Nadira. Dit maakte dat hij zijn fouten inzag en zich vrijwillig overgaf.
Gedurende Power Rangers: Wild Force kwam Ransik weer terug naar het heden samen met de Time Force Power Rangers om de Mut-Orgs, de drie Orgs die hij in de toekomst had vrijgelaten, tegen te houden. Gedurende dit gevecht werd Ransiks mutantenhelft vernietigd en veranderde hij in een gewoon mens.

## Nadira
Nadira (gespeeld door Kate Sheldon) is de dochter van Ransik en net als haar vader een mutant. Ze is een ijdele dame die ervan houdt als mensen haar vertellen hoe mooi ze is. Ze zou veel liever wegvluchten dan vechten, maar indien nodig kan ze haar vingernagels razendsnel laten uitgroeien tot wapens. Ook lijkt ze sterker dan een gewoon mens, kan op commando haar kleding veranderen en teleporteren.
Nadira hielp Ransik te ontsnappen uit het gevangenentransport nadat hij was gearresteerd, en vergezelde hem naar het jaar 2001. Daar maakte ze zich vaak schuldig aan diefstal van kleding en juwelen. Dit omdat ze ervan overtuigd was dat het bezitten van veel geld de sleutel was tot werelddominatie.
Tegen het einde van de serie vocht Nadira tegen Trip in een kledingwinkel. Toen in diezelfde winkel een vrouw moest bevallen, dwong Trip Nadira om de vrouw te helpen. Het zien van de pasgeboren baby maakte dat Nadira begon te twijfelen aan haar haat tegen mensen. Ze vroeg Frax om hulp, die haar meldde dat de haat tussen mensen en mutanten een vicieuze cirkel was. Nadira probeerde deze te doorbreken door haar vader over te halen ook op te houden met zijn terreurdaden. Tijdens Ransiks laatste aanval probeerde Nadira een baby te beschermen, waarbij ze zelf door haar vaders aanval werd geraakt. Dit maakte dat Ransik inzag dat Nadira gelijk had en zich overgaf.
Een jaar later keerde Nadira nog eenmaal terug naar het heden samen met Ransik.

## Frax
Frax (stem gedaan door Eddie Frierson) was een robot die Ransik diende. Hij maakte voor Ransik een leger van robothelpers. Frax haatte Ransik echter voor het feit dat hij robots inferieur vond en vaak uit woedde zijn creaties vernielde.
Later werd onthuld dat Frax een nog veel grotere haat tegen Ransik koesterde om een heel andere reden. Frax wat ooit de wetenschapper Dr. Louis Fericks (gespeeld door Louis Griggs). In het jaar 3000 werd Ransik gebeten door de mutant Venomark. Dr. Fericks had een medicijn tegen deze mutantenbeet en hielp Ransik toen niemand anders dat wilde. Daar Ransik een mutant was, had het gif zich aan zijn genen gehecht. Derhalve was 1 behandeling met het serum niet voldoende, maar moest Ransik de rest van zijn leven het medicijn innemen. Ransik bedankte de dokter echter door diens lab te vernielen. Dr. Ferricks overleefde deze aanslag maar net. Om zichzelf te redden bouwde hij zich om tot robot.
Frax had buiten Ransiks weten om toegang tot de X-Kluis, waar de gevaarlijkste criminelen opgesloten zaten. Hij liet veel van hen vrij, waaronder Venomark. Om wraak te nemen op Ransik vernietigde Frax al het serum dat Ransik nog had. Daarna trok hij zich terug om in het geheim te werken aan een aantal massieve robots.
In de finale werd Frax gevangen door Ransik. Hij verklaarde aan Nadira de vicieuze cirkel van haat en vooroordelen tussen mensen en mutanten, en vroeg haar deze te doorbreken. Kort daarna wiste Ransik al Frax’ herinneringen van Dr. Ferricks en herprogrammeerde hem, zodat Frax weer een gewone hersenloze robot werd. In deze toestand bestuurde hij zijn laatste creatie, de robot Doomtron, voor een aanval op Silver Hills. De Rangers wisten Doomtron op te blazen, en met hem ook Frax.
Ondanks zijn sadistische gedrag is Frax een van de meer sympathieke schurken uit de serie. Hij had een zeer gedetailleerde achtergrond en zijn leven bevatte een groot aantal tragische gebeurtenissen die hem hadden gemaakt tot wat hij nu is. Hij was ook de eerste schurk die de hoofdvijand uit een Power Rangers serie verliet en zelf een bedreiging ging vormen voor de Rangers.

## Gluto
Gluto (stem gedaan door Neil Kaplan) is een mutantcrimineel die Ransik dient. Hij stond op het punt ingevroren te worden toen Ransik en Nadira de gevangenis bestormden. Hij diende als de dommekracht van Ransik’s leger.
In de finale vroor Gluto zichzelf in omdat hij liever opgesloten zat in de gevangenis dan te moeten wachten op wat er misschien ging gebeuren.
Hoewel Gluto in Power Rangers maar een bijrol heeft was zijn Super Sentai tegenhanger, Don Dolnero, de hoofdvijand uit Mirai Sentai Timeranger.

## Quarganon
Quarganon (stem gedaan door Ron Roggé) is een Super Demon die opgesloten zat in een relikwie genaamd het Zonne Amulet. Toen Vypra weer tot leven kwam, stal ze dit amulet met Ransiks hulp. Daarna riep ze via een ritueel Quarganon op. Hij en Vypra werden echter kort daarna vernietigd door de Lightspeed Power Rangers en Time Force Power Rangers.

## Mutanten
De mutanten zijn net als Ransik wezens ontstaan uit genetische experimenten.
De mutanten zitten in de serie opgesloten in de gevangenis waarmee Ransik naar het verleden reist. In deze gevangenis zijn ze cryogeen bevroren tot het formaat van actiefiguurtjes. Door dit bevriezingsproces terug te draaien krijgt de mutant zijn normale formaat terug. Tevens bezit elke mutant een DNA plaatje. Als dit verwijderd wordt groeit de mutant in kwestie tot kolossaal formaat.
Na te zijn verslagen wordt een mutant weer bevroren en opgesloten.
| - "Mohawked Mutant" - Jetara - Fearog II - Mantamobile - Tentaclaw - "Blue Mutant" - Medicon - Fatcatfish - Izout - Tronicon * - Vexicon - Redeye - Electropede |  | - Univolt - Brickneck - Commandocon - Klawlox - Unnamed Police Mutant - Turtlecon - Notacon - Conwing - Contemptra - Dash - Ironspike - Artillicon - Cinecon |  | - Steelix - Venomark - Severax - Dragontron * - Mr. Mechanau - Black Knight ** - Miracon - Angelcon - Chameliacon - Serpicon - Maxax - Doomtron* |

*Dit waren geen mutanten maar robots gebouwd door Frax
**De Black Knight was ook geen mutant maar een vijand uit een onbekend middeleeuws tijdperk.

## Overig
- Cyclobots: Robotkrijgers gemaakt door Frax in de toekomst. Ze doen dienst als Ransiks soldaten. Gewapend met zwaardachtige geweren. Gebaseerd op de Zenittos uit Mirai Sentai Timeranger.

- Demon Soldiers: Demonen die samen met Vypra terugkeerden uit de dood. Er waren vijf van deze demonen. Hun maskers hadden dezelfde kleuren als de Rangers (Rood, Blauw, Groen, Roze en Geel).